# Piyawat Intarapim
Piyawat Intarapim (tiếng Thái: ปิยะวัฒน์ อินทรพิมพ์, sinh ngày 19 tháng 3 năm 1988)  là một cầu thủ bóng đá từ Thái Lan. Hiện tại anh thi đấu cho Khon Kaen ở Thai League 3.